# Новоишимское
Новоишимское (каз. Жаңа-Есіл) — село, административный центр района имени Габита Мусрепова Северо-Казахстанской области. В 1962—2002 годах имело статус посёлка городского типа.

## География
Расположено на берегу реки Ишим в 260 км от областного центра — Петропавловска. Через село проходит автотрасса Петропавловск — Новоишимское — Кокшетау и Петропавловск — Новоишимское — Костанай, в селе находится железнодорожная станция Новоишимская.

## История
Посёлок Козырное возник в 1914 году в Петропавловском уезде Акмолинской области. После падения монархии и двух революций в 1917 году и последовавшей гражданской войны к концу 1919 года в уезде была установлена советская власть.
С января 1921 года — в составе вновь образованной Акмолинской губернии Киргизской АССР РСФСР. В 1924 году переименован в Ашанино. В 1929 году организован колхоз «Наука». 5 декабря 1936 года Казахская АССР была отделена от РСФСР и преобразована в Казахскую ССР, полноправную союзную республику СССР.
Бурное развитие посёлка связано с освоением целинных земель в 1954—1965 годах. 20 сентября 1954 года Советом министров СССР принято Постановление №1985 «О строительстве узкоколейных железнодорожных линий в районах освоения целинных и залежных земель» в Казахской ССР и в ряде прилегающих к ней областей.
В институте «Ленгипротранс» была спроектирована меридиональная узкоколейная магистраль Курган — Сулы — Пески — Тахтаброд — Бараккуль — Атбасар. В 1955 году было принято решение о строительстве железной дороги Курган — Пески как ширококолейной вместо узкоколейной. 31 октября 1955 года Министерство путей сообщения СССР (МПС СССР) утвердило проект.
Строительство участка Курган — Сулы — Пески велось форсированными темпами, его закончили в сжатые сроки. Следующий участок Пески — Тахтаброд должен был соединить линию с южной частью магистрали Курган — Атбасар, однако его строительство признали нецелесообразным.
12 июля 1962 года село Ашанино было переименовано в рабочий посёлок Трудовой, образованный путём слияния близлежащих сёл и аулов (Ашанино, Пески, Целинное и Трудовое). До 1969 года — городской посёлок Трудовой (в составе Кокчетавской области), с 28 мая 1969 года — посёлок городского типа Куйбышевский (райцентр одноимённого района Кокчетавской области), с 3 мая 1997 года — центр Целинного района Северо-Казахстанской области, с 2000 года — посёлок Новоишимский, с 11 июня 2002 года — село Новоишимское — центр района имени Габита Мусрепова.

## Инфраструктура
В 1964 году был введён в эксплуатацию завод ЖБК, в 1970 году — ремонтно-механический завод, в 1974 году — мясокомбинат.
В Новоишимском установлены бронзовый бюст Героя Социалистического Труда Е.Н. Ауельбекова и стела «Алтын адам», посвящённая независимости Казахстана. В 2014 году построен «Парк Юрского периода». Ранее в центре посёлка был возведён проект города Астаны в виде макетов зданий и сооружений.

## Население
В 1999 году население села составляло 10 152 человека (5019 мужчин и 5133 женщины). По данным переписи 2009 года, в селе проживали 11 284  человека (5407 мужчин и 5877 женщин).
На начало 2019 года население села составило 12 064 человека (5785 мужчин и 6279 женщин).

## Уроженцы
- Конуров, Айкын Ойратович